# Katarina Olofsdotter
Katarina Olofsdotter, eller Katarina Olsdotter, död 18 juli 1625 i Danzig, var en svensk nunna och abbedissa i Vadstena kloster. Katarina var den sista abbedissan i Vadstena och i Sverige före upplösningen av samtliga svenska kloster år 1595.

## Biografi
Katarina Olofsdotters bakgrund är obekräftad. Hon var möjligen den Karin Olsdotter som vigdes till nunna 1558, fick sin provent erlagd 1560 och var priorinna från 1580.
Då Katarina Bengtsdotter Gylta avled 1593 valdes Katarina Olofsdotter till hennes efterträdare av de nio dåvarande nunnorna, ett val som stadfästes av kung Sigismund. Samma år vigdes den sista nunnan i Vadstena kloster.
År 1594 inspekterades klostret av hertig Karl och biskopen, som begärde att dess medlemmar skulle överlämna sin egendom och konvertera till lutherdomen, vilket de vägrade. Under Katarina Olofsdotters ledning reste de flesta av dem år 1595 till ett birgittinkloster i Danzig i Polen, och Vadstena kloster var därmed stängt. De lämnade Vadstena 1595 och tillbringade vintern i Söderköping innan de avreste till det birgittinska dotterklostret Triumphus Marie i Danzig i Polen våren 1596. 
Samtida dokument räknar upp de kvarvarande nunnorna år 1595, och vad som skedde med dem vid klostrets stängning: abbedissans medhjälpare Elin Eriksdotter, samt Ingrid Jansdotter, Ingrid Persdotter, Ingeborg Persdotter och Margaretha Mattsdotter följde med henne till Polen. Ingegerd Månsdotter och Karin Johansdotter stannade kvar i klostret med 14 tjänare under fogdens överhöghet, medan Kerstin Persdotter "blifver hos Lars Jönsson", Margreta Jacobsdotter "blifver hos Jon Larsson" och Anna Larsdotter "blifver hos Daniel Hansson". Av de tre sistnämnda, som uppenbarligen bosatte sig hos privatpersoner, blev en gift med en ung officer som var kammarsven till Karl IX och en annan anställdes som kammarjungfru hos Kristina av Holstein-Gottorp. Endast två nunnor fick kvarstanna i själva klostret. Karin Johansdotter fick tillåtelse att stanna kvar i klostret för att ta hand om dess trädgårdsanläggning, samt, uppenbarligen, nunnan Ingegerd Månsdotter, som uppges som "gammal". Hon hade som sådan arbetstiteln "nyckelpiga". Karin var trädgårdsmästare i tio år, och var under denna tid den enda kvarvarande nunnan i Sverige.
Katarina Olofsdotter avled i klostret i Danzig trettio år efter att hon hade lämnat Sverige. Den sista av de nunnor hon fört med sig från Sverige, Anna Larsdotter, avled 1638.